# PSA Building
 Il PSA Building è un grattacielo di Singapore.

## Caratteristiche
Costruito nel 1986, è il quartier generale di PSA International,  il più grande hub di trasbordo container al mondo.
L'edificio ospita anche il Ministero dei trasporti di Singapore, l'Autorità marittima e portuale di Singapore (MPA), una delle sedi degli uffici Servcorp e diverse compagnie del settore marittimo. La reception del PSA si trova al 40º piano.